# HEMU-430X
HEMU-430X（Highspeed Electric Multiple Unit - 430km/ h eXperiment）は、韓国鉄道技術研究院（KRRI）の主導で韓国建設交通技術評価院などが参加し、2020年の商用化を目指して進行中の、大韓民国の次期高速鉄道車両開発プロジェクト、およびその試験車両の名称である。当初はHEMU-400Xとされていたが、後に目標最高速度を30km/h引き上げ、現在の名前に変更された。
HEMUはHigh-speed Electric Multiple Unitの略であるが、ハングルでは「해무」（ヘム、Haemu）と表記する。この「해무」に対応する漢字表記は、韓国で縁起が良いとされる海上の霧を表す「海霧」と、速く走行することを意味する「韰騖」の2種類がある。

## 概要
設計最高速度430km/h、営業運転速度370km/hを目標に開発されている高速鉄道車両である。2007年4月から2015年までの8年間で総額1182億ウォンの予算が投入されている。車両価格は1編成8両で382億3000万ウォンである。
機関車が客車を牽引する動力集中方式の高速列車であるKTXやKTX-山川（サンチョン）とは違い、大きな粘着力が要求される300km/h以上の高速走行に適した動力分散方式で設計されている。これにより、負荷容量の強化と加減速性能向上なども実現し、KTX-山川が停車状態から300km/hまでの加速に5分1秒かかるところを、この列車では3分53秒まで減少した。また、制動性能は43MJであり、KTX-山川の23MJに比べて向上した。
また、動力分散方式の採用により機関車が無くなることによって先頭や後尾車両にも乗客が乗車可能となり、一編成当たりの定員がKTX-山川の363人から456人に約16％増加した。座席間の間隔は特室が1,120mm、一般室は1,000mmで、特室はKTX-1やKTX-山川と同じ規格、一般室はKTX-1に比べて70mm、KTX-山川に比べて20mm広い。

## 技術

### 車体
車体はKTX-山川と同様のアルミ製のダブルスキン構造となっている。しかし、構造の最適化によりKTX-山川と比較して重量が5％程度軽量化されており、遮音性能も5dBまで向上している。

### 電源制御機器
試験車両は6両編成でTc + M1 + M2 + M3 + M4 + Mcの5M1Tで構成される。試験車両の電動機には比較のため、従来の誘導電動機と、より小型で効率の良い永久磁石同期電動機の両方を使用した。出力はどちらも410kWで、各動力車に4基搭載する。誘導電動機は2〜5号車に、永久磁石同期電動機は釜山方面の先頭車である6号車に設置されている。このうちMc車は上述した永久磁石同期電動機（1C1M制御）を適用試験を目的として特別製作され、この1両だけが編成内の他の車とは独立した主回路システムを持つ。そのため、客室内にいくつかの機器を搭載している。
試験車両で使用された電動機の総合評価を試験運行期間中に実施し、量産車にはより適切な方が採用される予定である。量産車では駆動系が統一されるため、制御車で中間電動車を挟んだ6M2Tの8両編成となる予定である。

### 台車
台車には、ITX-青春（368000系電車）でも使用されている軸梁式ボルスタレス台車が採用された。高速化に伴う振動の増加に対応し、快適な乗り心地を実現するため、通常は台車側面に1本ずつ設置するヨーダンパを両脇に2本設置した。車体のロールを防ぐアンチロールバーも設置され、大韓民国の鉄道車両としては初めてセミアクティブサスペンションが設置される予定である。

## 今後の進展
量産車は2015年以降に予想される1600両規模の新規高速鉄道車両の需要に対応して生産されている。民間参加のマッチングファンド事業として推進され、試作車の開発後、10万km以上の走行試験を行う計画である。2009年2月17日に国土海洋部は外観と室内のデザイン試案を発表し、2012年5月16日に慶全線昌原中央駅から試験車両を出庫した。出荷後に10ヶ月間、合計138回の増速試験を行い、2013年3月28日午前3時02分46秒に最高速度である421.4km/hを記録した。韓国鉄道技術研究院によると、メンテナンス時間の確保が困難であることから、今後は更なる最高速度の向上より部品の信頼性の検証などの安定化テストを優先するとしている。
現在、韓国の高速鉄道路線はほとんどが300km/hに対応した架線と信号システムに過ぎないため、営業速度370km/hを達成するためには路線のすべてを大規模改良するか新線を建設する必要がある。このため韓国国内での実用化は疑問視されており、海外への技術移転を伴った輸出を目指している。しかし、国内で実用化していない列車は輸出も不可能という批判がある。
2016年5月20日、現代ロテムは2020年開通予定の釜田 - 馬山間の慶全線複線電鉄向けに、当形式を基にした最高速度250km/hの量産車『EMU-250』5編成30両を、総額約1,020億ウォンでKORAILから受注した。

## 開発
- 2007年9月6日 - KRRIの主催で、次世代高速鉄道の技術開発事業着手報告会が開催された。
- 2010年9月1日 - 将来の緑の国土の実装のためのKTX高速鉄道網構築戦略に基づいて事業期間が1年短縮され、目標最高速度が430km/ hに引き上げ。
- 2012年12月27日 - 試験区間速度400km/ hを突破。
- 2013年3月28日 - 試験区間速度421.4km/ hを突破。

## 画像

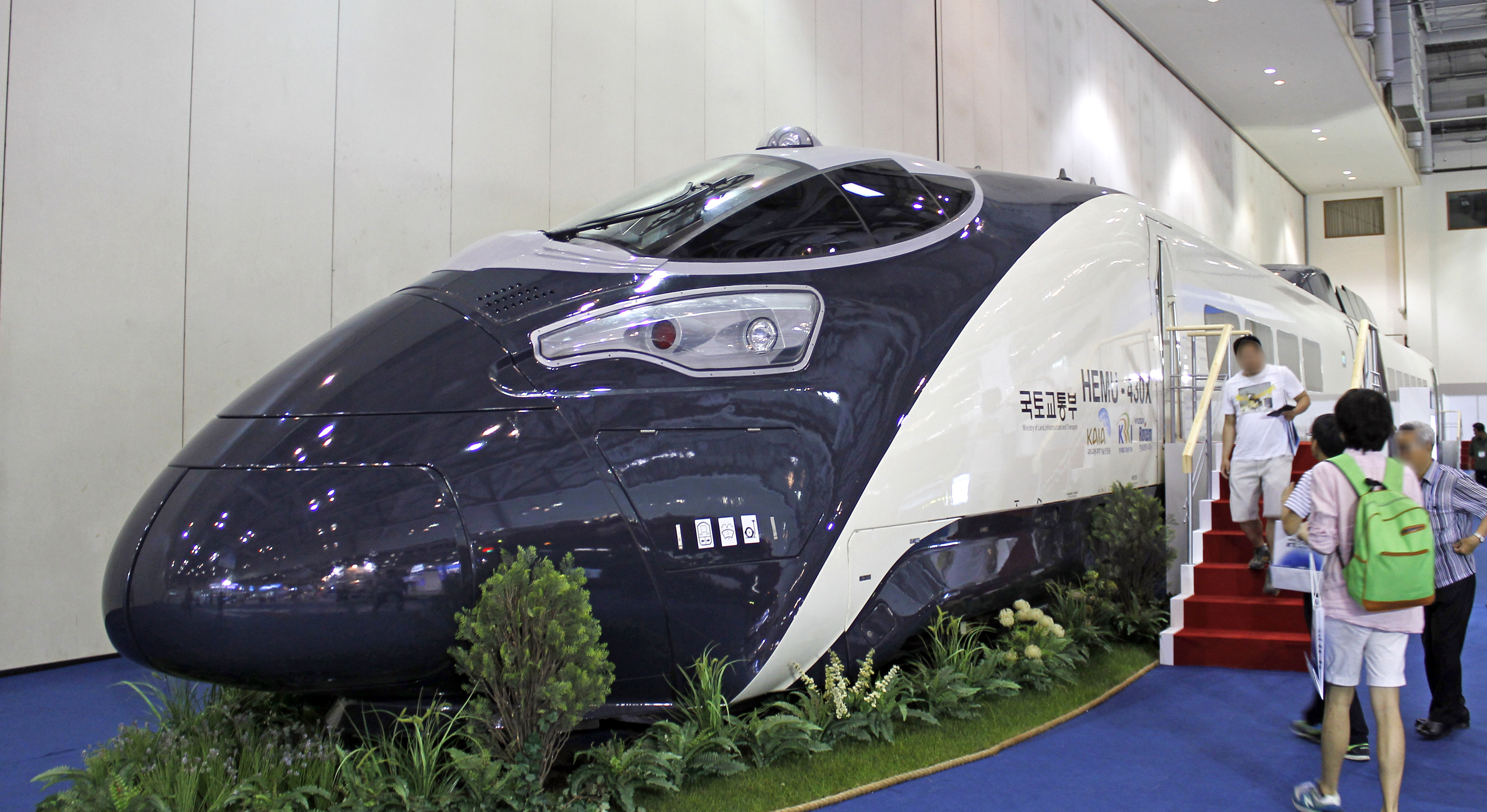
モックアップ
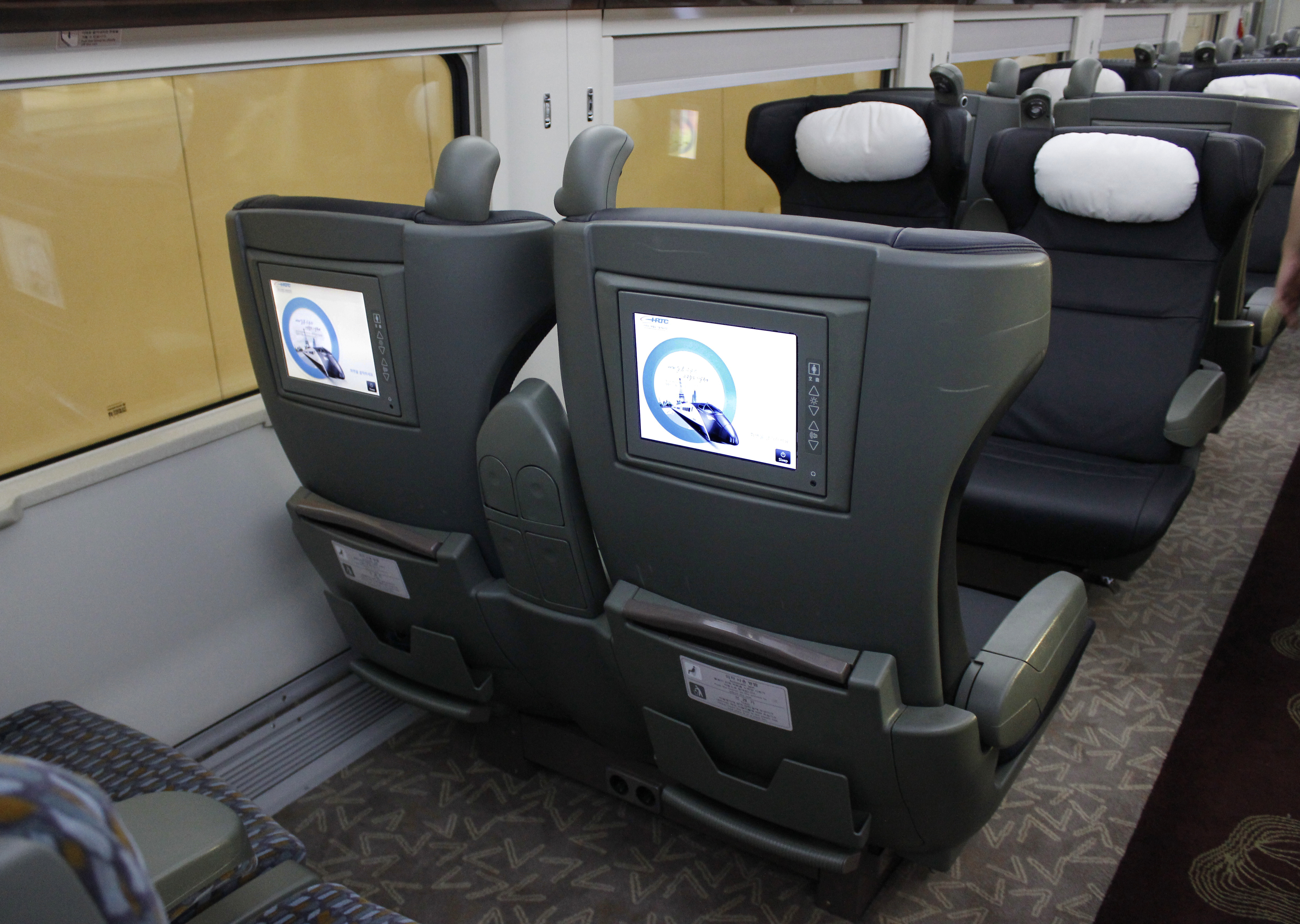
座席
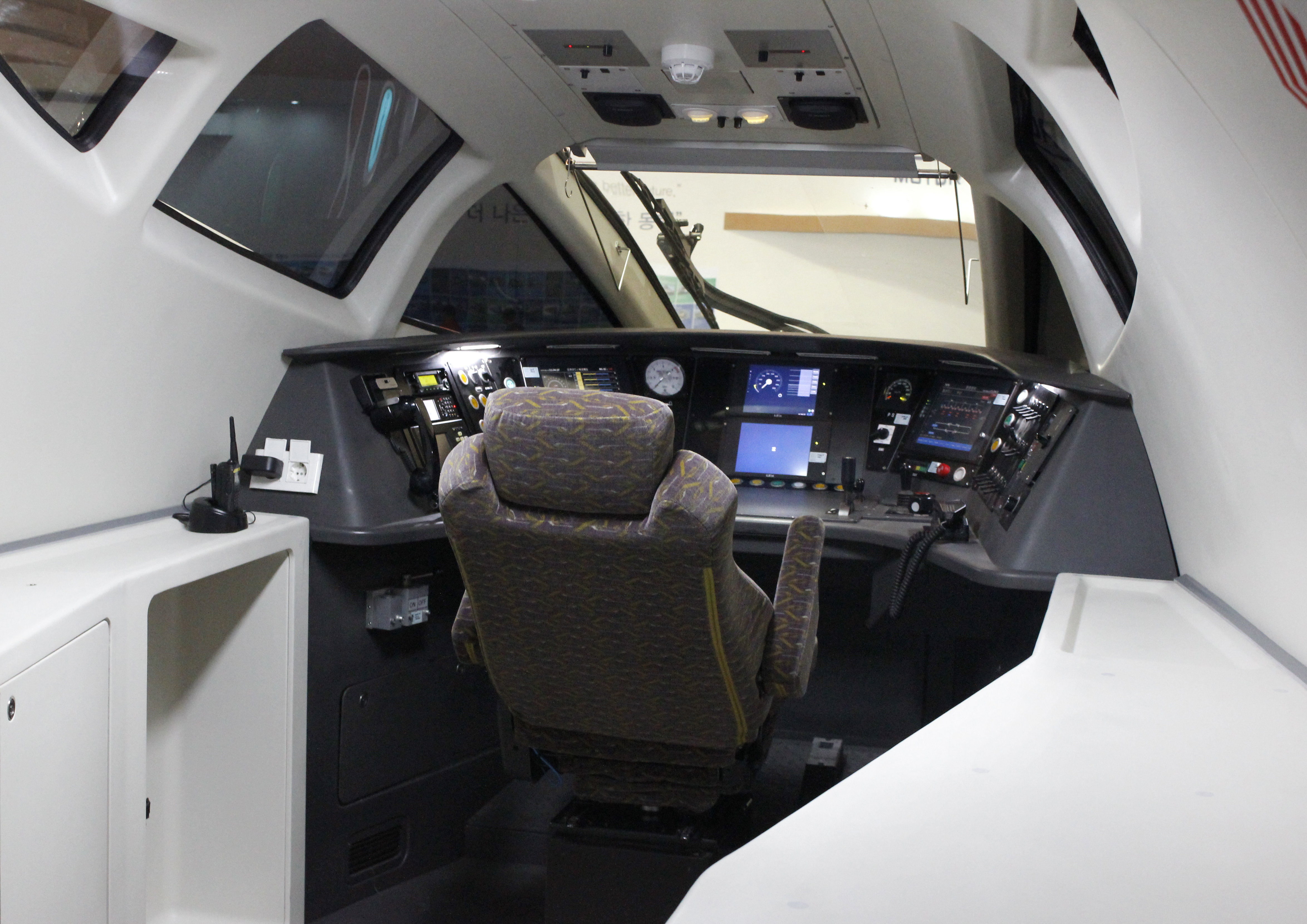
運転席